# Савин, Андрэ
Андрэ Сави́н, по-русски Андре́й (Владимирович) Са́вин (фр. André Savine; 1946, Париж — 1999, Париж) — французский букинист русского происхождения; парижский собиратель документов русской эмигрантской диаспоры, чья коллекция была приобретена Университетом Северной Каролины в Чапел-Хилл (2002).

## Биография
Сын белоэмигранта Владимира Андреевича Савина, — солдата армии Врангеля от Ростова-на-Дону, через Перекоп и эмиграцию в Константинополе, до Галлиполийского лагеря. После работы на шахтах Болгарии, отец Андрея Савина перебрался в парижский пригород, где работал на заводе Рено. Семья Савиных была русскоязычной, французским языком их дети овладели с помощью школы и улицы. Отец Андрея привил ему любовь к книгам и их коллекционированию.
Андрей Савин учился в парижском Православном Свято-Сергиевском богословском институте. В 1972—1979 годах работал в книжном магазине YMCA (ИМКА, «Христианская ассоциация молодых людей»), где он организовал букинистический отдел. Вместе с женой Светланой открыл свой собственный букинистический магазин русской книги «Le Bibliophile Russe» (1979). В профессиональном союзе французских книготорговцев «Syndicat National de la Librairie Ancienne et Moderne» был экспертом торговли русскими книгами.
После распада СССР петербургская библиотека Академии наук приобрела у Савина коллекцию книг поэтов-эмигрантов (426 экз.; 1992). Каталог этого собрания — монография Л. И. Киселевой под названием «О, Муза русская, покинувшая дом: Поэзия русского зарубежья из собрания А. В. Савина: Каталог» (1998). История приобретения рассказана директором библиотеки Леоновым в его книге «Библиотечный синдром»
Андрей Савин умер в возрасте 53-х лет.

## Коллекция
Коллекция Андрея Савина содержит около 60 тыс. единиц печатного материала, а также архивы в объёме 30 тыс. страниц (включающие 16 тыс. каталожных карточек и 5,5 тыс. блокнотных записей), по следующим темам:
- дореволюционные издания ;
- первая волна русской эмиграции (1918—1923) ;
  - архив парижского «Союза русских шоферов» ;
  - военная история белой эмиграции, или «Милитария» ; ;
  - эмигрантская пресса ;
  - жизнедеятельность эмиграционного периода ; ; ;
- книги и журналы перемещенных лиц («ди-пи», или вторая волна эмиграции, 1941—1945)
- третья волна эмиграции (1948—1989/1990) ;
- Русская православная церковь заграницей ;
- архив парижского магазина букинистической русской книги «Le Bibliophile Russe» ;
- газетные издания ;
- учебные пособия ;
- книги о масонстве
- французские книги с иллюстрациями русских художников ;
- советские книги ;  и прочее.